# Joe Gomez
Joseph David Gomez, född 23 maj 1997 i Catford, är en engelsk fotbollsspelare som spelar för Liverpool. Han har tidigare spelat för Charlton Athletic.
Gomez debuterade för Englands landslag den 10 november 2017 i en 0–0-match mot Tyskland, där han blev inbytt i den 25:e minuten mot Phil Jones.

## Meriter

### Liverpool
- Premier League: 2019/2020, 2024/2025
- UEFA Champions League: 2018/2019
- FA-cupen: 2021/2022
- Engelska Ligacupen: 2022, 2024
- Community Shield: 2022
- UEFA Super Cup: 2019
- VM för klubblag: 2019